# Kompleksna ravnina
Kompleksna ravnina ali z-ravnina je v matematiki dvorazsežna geometrijska predstavitev kompleksnih števil, ki jo podajata realna os in njej ortogonalna imaginarna os. Lahko se jo predstavlja kot modificirano kartezično ravnino, kjer je realni del kompleksnega števila predstavljen z odmikom vzdolž osi x, imaginarni del pa z odmikom vzdolž osi y.
Koncept kompleksne ravnine dovoljuje geometrijsko predstavitev kompleksnih števil. Seštevajo se kot vektorji. Množenje dveh kompleksnih števil se lahko izrazi najpreprosteje v polarnih koordinatah. Velikost modula produkta je produkt dveh absolutnih vrednosti ali modulov, kot ali argument produkta pa je vsota dveh kotov, ali argumentov. Še posebej se množenje s kompleksnim številom z modulom 1 obnaša kot rotacija.
Kompleksna ravnina se imenuje tudi Argandova ravnina, ker se rabi v Argandovih diagramih. Ti se imenujejo po francoskem ljubiteljskem matematiku Jean-Robertu Argandu (1768–1822), čeprav jih je prvi opisal norveško-danski matematik in kartograf Caspar Wessel (1745–1818). Argandovi diagrami se pogosto rabijo za risanje leg polov in ničel funkcij v kompleksni ravnini. Kompleksna ravnina se imenuje tudi Gaussova ravnina po Carlu Friedrichu Gaussu.

## Dogovori o zapisu
V kompleksni analizi se kompleksna števila predstavljajo s simbolom {\displaystyle z\,}, ki se ga lahko razdeli na njegov realni del {\displaystyle x\,} in imaginarni del {\displaystyle y\,}:
{\displaystyle z=x+iy\!\,.}
Na primer {\displaystyle z=4+5i\,}, kjer sta {\displaystyle x\,} in {\displaystyle y\,} realni števili, {\displaystyle i\,} pa je imaginarna enota. V tem zapisu kompleksno število {\displaystyle z\,} odgovarja točki {\displaystyle (x,y)\,} v kartezični ravnini.
V kartezični ravnini se lahko točka {\displaystyle (x,y)\,} predstavi tudi s polarnima koordinatama kot:
{\displaystyle (x,y)=(r\cos \varphi ,r\sin \varphi ),\qquad (r,\varphi )=\left({\sqrt {x^{2}+y^{2}}},\quad \operatorname {arc\,tg} {\frac {y}{x}}\right)\!\,.}
V kartezični ravnini se lahko privzame, da arkus tangens zavzema vrednosti od {\displaystyle -\pi /2\,} do {\displaystyle \pi /2\,} (v radianih) in je treba paziti pri definiciji realne funkcije arkus tangensa za točke {\displaystyle (x,y)\,}, ko je {\displaystyle x\leq 0\,}. V kompleksni ravnini imata polarni koordinati obliko:
{\displaystyle z=x+iy=|z|\left(\cos \varphi +i\sin \varphi \right)=|z|e^{i\varphi }\!\,,}
kjer je:
{\displaystyle |z|={\sqrt {x^{2}+y^{2}}},\quad \varphi =\arg(z)={\frac {1}{i}}\ln {\frac {z}{|z|}}=-i\ln {\frac {z}{|z|}}.\,}
Tukaj je {\displaystyle |z|\,} absolutna vrednost ali modul kompleksnega števila {\displaystyle z\,}, {\displaystyle \varphi \,} argument {\displaystyle z\,} se po navadi vzame na intervalu {\displaystyle 0\leq \varphi <2\pi \,}, zadnja enakost (za {\displaystyle |z|e^{i\varphi }\,}) pa je vzeta iz Eulerjeve formule. Argument {\displaystyle z\,} ima več vrednosti, ker je kompleksna eksponentna funkcija periodična s periodo {\displaystyle 2\pi \,}. Tako, če je {\displaystyle \varphi \,} ena vrednost {\displaystyle \arg(z)\,}, so druge vrednosti dane z {\displaystyle \arg(z)=\varphi +2n\pi \,}, kjer je {\displaystyle n\neq 0\,} poljubno celo število. Čeprav se samostojno eksplicitno rabijo redko, geometrijski vidik kompleksnih števil implicitno temelji na njihovi strukturi evklidskega vektorskega prostora z razsežnostjo 2, kjer je notranji produkt kompleksnih števil {\displaystyle w\,} in {\displaystyle z\,} dan z {\displaystyle \Re (w{\overline {z}})}. Potem za kompleksno število {\displaystyle z\,} njegova absolutna vrednost {\displaystyle |z|\,} sovpada z njegovo evklidsko normo in njegovim argumentom {\displaystyle \arg(z)\,} s kotom od 1 do {\displaystyle z\,}.
Teorija konturnih integralov sestavlja glavni del kompleksne analize. V tem kontekstu je smer poti okrog sklenjene krivulje pomembna.Če se zamenja smer v kateri se krivulja prepotuje, se vrednost integrala pomnoži z {\displaystyle -1\,}. Po dogovoru je pozitivna smer obratna smer urinih kazalcev. Enotska krožnica se na primer prepotuje v pozitivni smeri, če se začne v točki {\displaystyle z=1\,}, nato se potuje navzgor in levo skozi točko {\displaystyle z=i\,}, nato navzdol in levo skozi {\displaystyle z=-1\,}, potem navzdol in desno skozi {\displaystyle z=-i\,} in končno navzgor in desno v {\displaystyle z=1\,}, kjer je bil začetek poti.
Skoraj celotna kompleksna analiza obravnava kompleksne funkcije, funkcije, ki preslikajo kakšno podmnožico kompleksne ravnine v kakšno drugo (morda prekrivajočo ali celo enako) podmožico kompleksne ravnine. Tukaj je navada govoriti o domeni {\displaystyle f(z)\,}, ki leži v z-ravnini, pri tem pa je zaloga vrednosti ali slika {\displaystyle f(z)\,} kot množica točk v w-ravnini. S simboli se to zapiše kot:
{\displaystyle z=x+iy,\qquad f(z)=w=u+iv\!\,}
in se pogosto misli o funkciji {\displaystyle f\,} kot transformaciji z-ravnine (s koordinatama {\displaystyle (x,y)\,}) v w-ravnino (s koordinatama {\displaystyle (u,v)\,}).

## Stereografske projekcije
O kompleksni ravnini je uporabno misliti tako da obsega površino sfere. Če je dana sfera z enotskim polmerom, se njeno središče postavi v izhodišče kompleksne ravnine, in se usmeri tako, da ekvator na sferi odgovarja enotski krožnici na ravnini, severni pol pa je »nad« ravnino.
Med točkami na površini sfere brez severnega pola in točkami v kompleksni ravnini se lahko vzpostavi bijektivna preslikava. Za poljubno točko v ravnini se nariše premica, ki jo povezuje s severnim polom na sferi. Premica bo sekala površino sfere v točno eni točki. Točka {\displaystyle z=0\,} se bo projicirala na južni pol sfere. Ker notranjost enotske krožnice leži znotraj sfere, bo celotno območje ({\displaystyle |z|<1\,}) preslikano na južno hemisfero. Sama enotska krožnica ({\displaystyle |z|=1\,}) se bo preslikala na ekvator, zunanjost enotske krožnice ({\displaystyle |z|>1\,} pa se bo preslikala na severno hemisfero brez severnega pola. Ta postopek se lahko obrne. Za poljubno točko na sferi, ki ni severni pol, se lahko nariše premica, ki jo povezuje s severnim polom in seka ravnino v točno eni točki.
Pod to stereografsko projekcijo sam severni pol ni povezan z nobeno točko v kompleksni ravnini. Bijektivna preslikava se je dopolnila z dodajanjem ene točke h kompleksni ravnini, točke v neskončnosti, ki odgovarja severnemu polu na sferi. Ta topološki prostor, kompleksna ravnina in točka v neskončnosti, je razširjena kompleksna ravnina. Ko se obravnava kompleksna analiza, se govori o posamezni »točki v neskončnosti.« Na številski premici obstajata dve točki v neskončnosti (pozitivna in negativna), na razširjeni kompleksni ravnini pa je le ena.
Preučiti je treba kaj se bo zgodilo s premicami širine in dolžine pri projekciji s sfere na ravnino. Premice širine (vzporedniki) so vse vzporedne z ekvatorjem, in bodo postale krožnice s središči v {\displaystyle z=0\,}. Premice dolžine (poldnevniki) pa bodo postale premice, ki potekajo skozi izhodišče (in tudi skozi »točko v neskončnosti,« ker potekajo tako skozi severni in južni pol na sferi).
To ni edino možno smiselno stereografsko stanje projekcije sfere na ravnino, ki vsebuje dve ali več vrednosti. Severni pol se lahko na primer postavi na vrh izhodišča {\displaystyle z=-1\,} v ravnini, ki je tangentna na krožnico. Podrobnosti v resnici niso pomembne. Vsaka stereografska projekcija sfere na ravnino bo dala eno »točko v neskončnosti« in bo preslikala premice širine in dolžine na sfero v krožnice in premice v ravnini.